# Boscawenia latifasciata
Boscawenia latifasciata är en fjärilsart som beskrevs av M.Gaede 1928. Boscawenia latifasciata ingår i släktet Boscawenia och familjen tandspinnare. Inga underarter finns listade i Catalogue of Life.